# Gardeja (gmina)
Pour les articles homonymes, voir Gardeja.
La gmina de Gardeja est une commune rurale de la voïvodie de Poméranie et du powiat de Kwidzyn en Pologne. Elle s'étend sur 192,98 km2 et comptait 8 223 habitants en 2006. Son siège est le village de Gardeja qui se situe à environ 15 kilomètres au sud de Kwidzyn et à 87 kilomètres au sud de Gdańsk, la capitale régionale.

## Villages
La gmina de Gardeja comprend les villages et localités d'Albertowo, Bądki, Cygany, Czachówek, Czarne Dolne, Czarne Górne, Czarne Małe, Dębno, Gardeja, Hermanowo, Jaromierz, Jurki, Kalmuzy, Karolewo, Klasztorek, Klasztorne, Klecewo, Krzykosy, Międzylesie, Morawy, Nowa Wioska, Olszówka, Osadniki, Otłowiec, Otłówko, Otoczyn, Pawłowo, Podegrodzie, Przęsławek, Rozajny, Rozajny Małe, Szczepkowo, Trumieje, Wandowo, Wilkowo, Wracławek et Zebrdowo.

## Gminy voisines
La gmina de Gardeja est voisine de la ville de Kwidzyn et des gminy de Kisielice, Kwidzyn, Łasin, Prabuty, Rogóźno et Sadlinki.